# أوتيس ميرفي
أوتيس ميرفي (بالإنجليزية: Otis Murphy) هو عازف ساكسفون أمريكي، ولد في 1972.

## وصلات خارجية
- أوتيس ميرفي على موقع ميوزك برينز (الإنجليزية)